# Diogo Ribeiro (cartógrafo)

Mapa-mundi de Diego Ribero, 1529

Diego Ribero, também conhecido como Diego de Ribero, Diego (de) Rivero, Diego Ribeiro ou Diogo Ribeiro (? - 16 de Agosto de 1533), foi um cartógrafo e explorador de origem portuguesa que trabalhou desde 1518 ao serviço da coroa espanhola. Diego Ribero trabalhou nos mapas oficiais espanhois do Padrón Real (ou Padron Geral) entre 1518-1532. Também produziu instrumentos de navegação, incluindo astrolábios e quadrantes.

## Primeiros anos
Nascido Diogo Ribeiro, era filho de Afonso Ribeiro e de Beatriz Oliveira. No entanto, não há registo conhecido da data e local do seu nascimento. Acredita-se que se tornou um marinheiro em tenra idade e fez várias viagens à Índia como um piloto de navios. Alegadamente, navegou com Pedro Afonso de Aguiar, capitão nas armadas dos exploradores Vasco da Gama (1502), Lopo Soares de Albergaria (1504) e Afonso de Albuquerque (1509).

## Carreira
Diogo Ribeiro começou a trabalhar para Carlos I de Espanha em 1518, como cartógrafo na Casa de Contratación em Sevilha. Após adoptar a cidadania espanhola em 1519, participou no desenvolvimento dos mapas utilizados na primeira circum-navegação da Terra por Fernão de Magalhães.
Em 10 de Janeiro de 1523, foi nomeado cosmógrafo real e "mestre na arte de criar mapas, astrolábios e outros instrumentos". Por fim substituiu Sebastião Caboto (que partiu em viagem) como o cartógrafo principal. Caboto publicou seu primeiro mapa em 1544.
Em 1524, Ribeiro participou da delegação espanhola na "Junta de Badajoz-Elvas" que antecedeu o Tratado de Saragoça (1529), na qual Espanha e Portugal discutiram se as Molucas e as Filipinas estavam do lado Espanhol ou Português do Tratado de Tordesilhas.
Em 1527, Diogo Ribeiro terminou o Padrón Real, o mapa oficial (e secreto) usado como modelo para os mapas presentes em todos os navios espanhóis. É considerado o primeiro mapa do mundo científico. Em 1531, Diogo Ribeiro inventou uma bomba de água de bronze capaz de bombear a água dez vezes mais rápido que os modelos anteriores. Diogo Ribeiro morreu em 1533.

## O primeiro mapa-mundi científico
o mais importante trabalho de Diogo Ribeiro é o Padrón real de 1527. O mapa principal é o primeiro mapa-mundi com base em observações empíricas da latitude. Existem 6 cópias atribuídas a Ribeiro, incluindo na Grande Biblioteca Ducal em Weimar (1527 Mundus Novus) e na Biblioteca Apostólica Vaticana, na Cidade do Vaticano (1529 Carta Universal). A apresentação do mapa (Map-amundi) é fortemente influenciada pelas informações obtidas durante a expedição de Magalhães e Elcano em redor do mundo.
O mapa de Diogo Ribeiro delineia com precisão as costas da América Central e do Sul. No entanto, nem a Austrália nem a Antártida aparecem, e o subcontinente indiano surge muito pequeno. O mapa mostra, pela primeira vez, a real extensão do Oceano Pacífico. Mostra também, pela primeira vez, a costa norte-americana como um contínuo (provavelmente influenciado pelas explorações de Estevão Gomes em 1525). Mostra também a demarcação do Tratado de Tordesilhas.